# Aurel Popovici
Aurel Constantin Popovici (Lugos (Krassó megye), 1863. október 16. – Genf, 1917. február 9.) partiumi román hírlapíró.

## Élete
Orvosi és politikai tanulmányait a Grazi Egyetemen végezte. Egyetemi hallgatóként az erdélyi román komité tagja volt. 1893. augusztus 31-én a kolozsvári (magyar) törvényszék a távollétében (in contumatiam) négy évi államfogságra és 500 forint pénzbírságra ítélte a Replica szerkesztéséért, de ő akkor már Romániába szökött, ahol a Liga Romană című lap szerkesztője lett. Az egyik alapítója a román Minerva könyvkiadónak és a România Jună c. folyóiratnak. Ezután Bukarestben tanárkodott. A nagyszebeni Tribunába sok politikai cikket írt, kidolgozta a Nagy-ausztriai Egyesült Államok tervét, amely azonban nem valósult meg. 1916-ban írta meg a La question roumaine en Transylvania et en Hongrie (A román kérdés Erdélyben és Magyarországon) című művet, amelyet halála után nyomtattak ki. A könyvet a román delegáció használta a párizsi békekonferencián.
1917-ben hunyt el a svájci Genfben. Brassóban, a bolgárszegi Szent Miklós-templomban nyugszik.
- A Nagy-ausztriai Egyesült Államok térképe
 (Popovici 1906-os tervezete)[3]

## Művei
- Chestiunea românâ în Transilvania şi Ungaria. «Replica» Nagy-Szeben 1892. (Többek társaságában Franciául: La question roumaine en Transylvanie et en Hongrie. Replique de la jeunesse roumainie universitaire de la Trasylvanie et de la Hongrie. Nagy-Szeben, 1892. Még három nyelven jelent meg)
- Principiul de naţionalitate ... 1894
- Chestiunea de naţionalitate şi modurile solutiunii sale în Ungaria ... 1895
- Curs de limba germana cl. I-VIII. ...